# Laurent Constantin
Laurent Constantin, né le 10 juin 1988, est un joueur de badminton français, spécialiste de double hommes et mixte,. Il est champion de France en double mixte en 2014 avec Laura Choinet.

## Carrière
Laurent Constantin commence le badminton à l'âge de 6 ans. Il remporte son premier titre de champion de France (benjamins) à l'âge de 11 ans en double mixte avec Barbara Matias. Ils réitèrent ensemble chez les minimes 3 ans plus tard. Puis, Laurent Constantin remporte deux titres en 2006 et 2007 en double mixte chez les juniors avec Émilie Lefel.
En 2010, il remporte le tournoi Open de Finlande.
En 2012, il remporte les tournois internationaux d'Estonie, de Banuinvest et de Miami.
En 2013, il remporte l'International d'Estonie et est devenu finaliste à l'International de Tahiti et à l'International de Porto Rico.
En 2014, il devient  champion de France de badminton, et remporte le tournoi international du Brésil et du Guatemala, puis en 2015, il remporte le tournoi international d'Estonie.
Laurent Constantin participe aux Championnats d'Europe par équipe masculine et par équipe mixte avec l'équipe de France entre 2008 et 2014.
Depuis 2015, Laurent Constantin dirige les entraînements dans le club parisien EBPS12.

## Palmarès

### International series BWF
Double hommes
| Année | Tournoi                   | Partenaire            | Adversaires                              | Score                         | Résultat  |
| ----- | ------------------------- | --------------------- | ---------------------------------------- | ----------------------------- | --------- |
| 2009  | Portugal International    | Sébastien Vincent     | Ruben Gordown Khosadalina Stenny Kusuma  | 12–21, 11–21                  | Finaliste |
| 2009  | Cyprus International      | Sébastien Vincent     | Christopher Bruun Jensen Morten Kronborg | 16–21, 21–8, 17–21            | Finaliste |
| 2010  | Finnish International     | Sébastien Vincent     | Andrei Ivanov Andrey Ashmarin            | 21–12, 21–18                  | Vainqueur |
| 2012  | Estonian International    | Sébastien Vincent     | Jorrit de Ruiter Dave Khodabux           | 21–17, 19–21, 21–15           | Vainqueur |
| 2012  | Banuinvest International  | Sébastien Vincent     | Arya Maulana Aldiartama Edi Subaktiar    | 21–18, 20–22, 21–17           | Vainqueur |
| 2012  | Miami International       | Florent Riancho       | William Cabrera Nelson Javier            | 21–7, 21–16                   | Vainqueur |
| 2013  | Estonian International    | Matthieu Lo Ying Ping | Iikka Heino Mika Köngäs                  | 21–11, 22–20                  | Vainqueur |
| 2013  | Tahiti International      | Matthieu Lo Ying Ping | Ruud Bosch Koen Ridder                   | 13–21, 10–21                  | Finaliste |
| 2013  | Puerto Rico International | Matthieu Lo Ying Ping | Lucas Corvée Brice Leverdez              | 14–21, 12–21                  | Finaliste |
| 2014  | Estonian International    | Matthieu Lo Ying Ping | Nikita Khakimov Vasily Kuznetsov         | 21–14, 13–21, 19–21           | Finaliste |
| 2014  | Guatemala International   | Matthieu Lo Ying Ping | Rodolfo Ramírez Jonathan Solís           | 11–9, 11–7, 9–11, 9–11, 11–10 | Vainqueur |
| 2014  | Brazil International      | Matthieu Lo Ying Ping | Bastian Kersaudy Gaëtan Mittelheisser    | 9–11, 11–9, 7–11, 5–11        | Finaliste |
| 2015  | Estonian International    | Matthieu Lo Ying Ping | Mika Köngäs Jesper von Hertzen           | 21–14, 21–19                  | Vainqueur |

Double mixte
| Année | Tournoi                     | Partenaire           | Adversaires                           | Score                    | Résultat  |
| ----- | --------------------------- | -------------------- | ------------------------------------- | ------------------------ | --------- |
| 2012  | International de Miami      | Andréa Vanderstukken | Mitchel Wongsodikrom Cristal Leefmans | 23–21, 21–14             | Vainqueur |
| 2013  | Tahiti International        | Teshana Vignes Waran | Ruud Bosch Salakjit Ponsana           | 18–21, 15–21             | Finaliste |
| 2013  | International de Porto Rico | Laura Choinet        | Robert Mateusiak Agnieszka Wojtkowska | 13–21, 8–21              | Finaliste |
| 2014  | International de Brésil     | Laura Choinet        | Gaëtan Mittelheisser Audrey Fontaine  | 11-10, 5-11, 11-10, 11-7 | Vainqueur |

 BWF International Challenge
 BWF International Series
 BWF Future Series

### Championnats de France
| Année | Catégorie     | Partenaire            | Dernier adversaire                   | Rang           |
| ----- | ------------- | --------------------- | ------------------------------------ | -------------- |
| 2011  | Double Hommes | Sébastien Vincent     | Baptiste Carême Sylvain Grosjean     | Finaliste      |
| 2012  | Double Hommes | Sébastien Vincent     | -                                    | Demi-finaliste |
| 2013  | Double Hommes | Florent Riancho       | -                                    | Demi-finaliste |
| 2014  | Double Hommes | Matthieu Lo Ying Ping | -                                    | Demi-finaliste |
| 2014  | Double Mixte  | Laura Choinet         | Gaëtan Mittelheisser Audrey Fontaine | Vainqueur      |
| 2015  | Double Hommes | Matthieu Lo Ying Ping | Baptiste Carême Ronan Labar          | Finaliste      |
| 2016  | Double Hommes | Matthieu Lo Ying Ping | Erwin Kehlhoffner Svetoslav Stoyanov | Demi-finaliste |
| 2017  | Double Hommes | Brice Leverdez        | Bastian Kersaudy Julien Maio         | Finaliste      |